# Delphinium ramosum
Delphinium ramosum är en ranunkelväxtart som beskrevs av Per Axel Rydberg. Delphinium ramosum ingår i släktet storriddarsporrar, och familjen ranunkelväxter. Inga underarter finns listade i Catalogue of Life.